# Meisho-ki

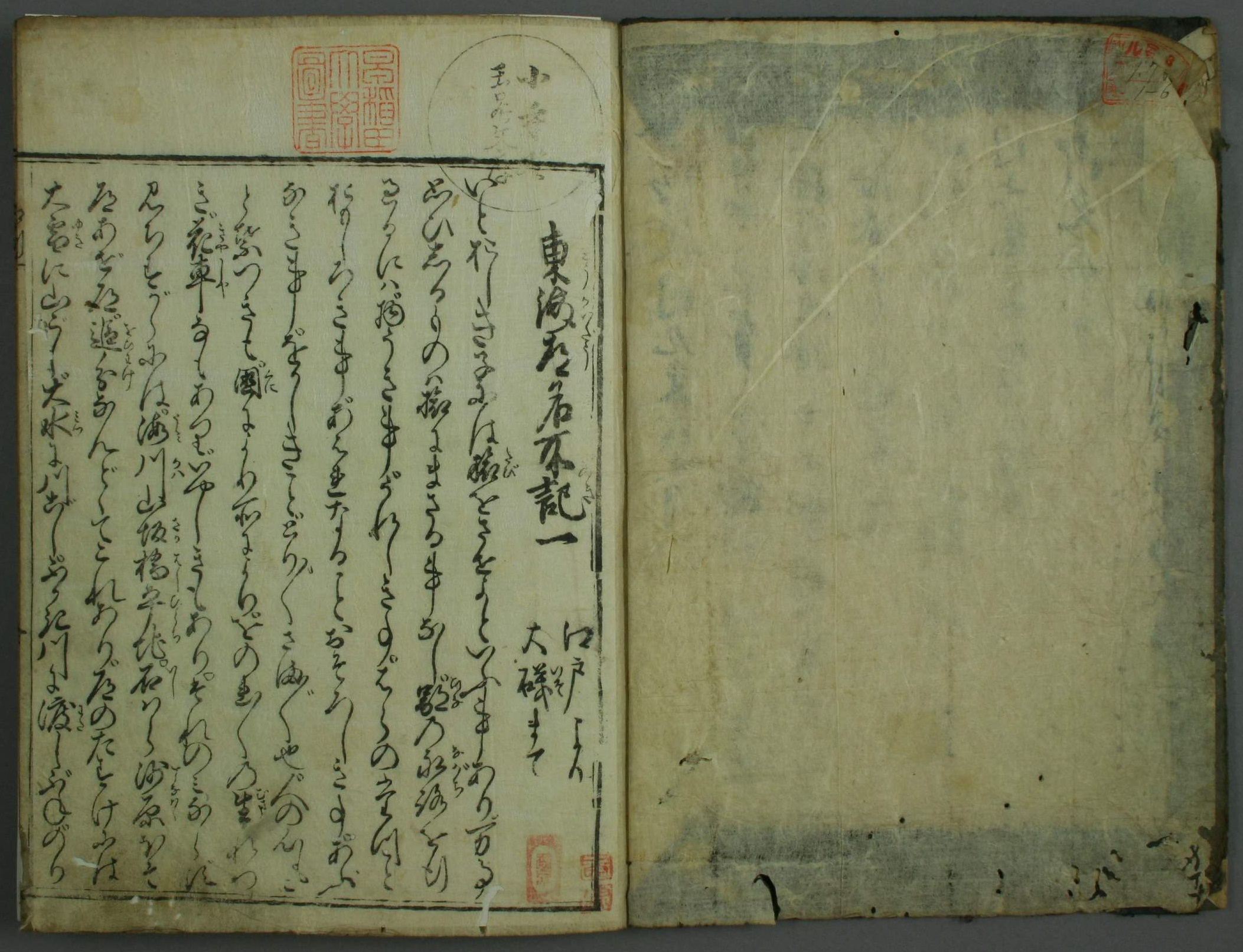
Première page d’une édition du Tōkaidō meisho ki.

Les meisho-ki, terme parfois transcrit en meisho ki, meishoki ou meisho no ki (名所記, « guide de lieux célèbres » ou « récits sur les sites célèbres ») désignent des guides (記, ki) de vues célèbres (名所, meisho) du Japon, populaires au début de l’époque d’Edo. Ces recueils décrivant les lieux fameux de l’archipel s’inscrivent dans la tradition littéraire, poétique et picturale des meisho, colorée par la culture populaire bourgeoise et marchande qui émerge grâce à la paix des Tokugawa. Ils ont influencé en retour les guides illustrés de vues célèbres, nommés meisho zue.

## Historique
Le thème littéraire et artistique des meisho (« vues célèbres ») apparaît longtemps avant les meisho ki, d’abord dans la poésie vers le VIIIe siècle, puis dans la peinture (meisho-e) à l’époque de Heian. L’idée sous-jacente consistait à identifier et exprimer les caractéristiques les plus connues d’un lieu réputé pour sa beauté ou son intérêt, de façon à l’identifier aisément, par symbolisme ou réalisme. Des influences chinoises sont également perceptibles, notamment en rapport aux fangzhi, recueils sur les provinces rédigés par les fonctionnaires dans un but plus administratif que littéraire, sur ordre de la bureaucratie centrale de l’Empire ; ainsi, leur forme était plus rigide que les carnets de voyage populaires au Japon. Il existe des équivalents au fangzhi sur l’archipel, nommés shi et qui avaient une fonction très similaire.
À l’époque d’Edo, la paix des Tokugawa permet la démocratisation des loisirs, des voyages et du commerce, ainsi que l’apparition d’une littérature populaire plus accessible qu’auparavant,. Dans ce contexte, le premier meisho ki est le Kyō warabe de Nakagawa Kiun, publié en 1658. Ce dernier y décrit 88 lieux fameux de la capitale impériale Kyoto ou des alentours, dont le palais, des temples et sanctuaires, des vues plaisantes et des quartiers de divertissement ou de plaisir. S’inscrivant dans la tradition, chaque lieu est agrémenté d’une illustration en noir et blanc et d’un poème.
De nombreux meisho ki apparaissent ensuite, plus volumineux et prenant pour sujet d’autres contrées du Japon ; les plus connus sont le Rakuyō meisho shū sur Kyoto (1658), l’Edo meisho ki sur Edo d’Asai Ryōi (1662), le Tōkaidō meisho ki sur la route du Tōkaidō (1659), ainsi que le Kyō suzume (1665), sa suite le Kyō suzume atooi (1678) et l’Edo suzume de Hishikawa Moronobu (1677) sur les quartiers de Kyoto et Edo,,. R. Sieffert et S. Katō estiment le nombre de publications à plus de cinq cents.
Toutefois, vers le milieu du XVIIIe siècle, les meisho ki ne satisfont plus réellement les lecteurs par le manque d’objectivité et la faiblesse de l’illustration. Le genre disparaît des catalogues de libraires en 1699.

## Caractéristiques

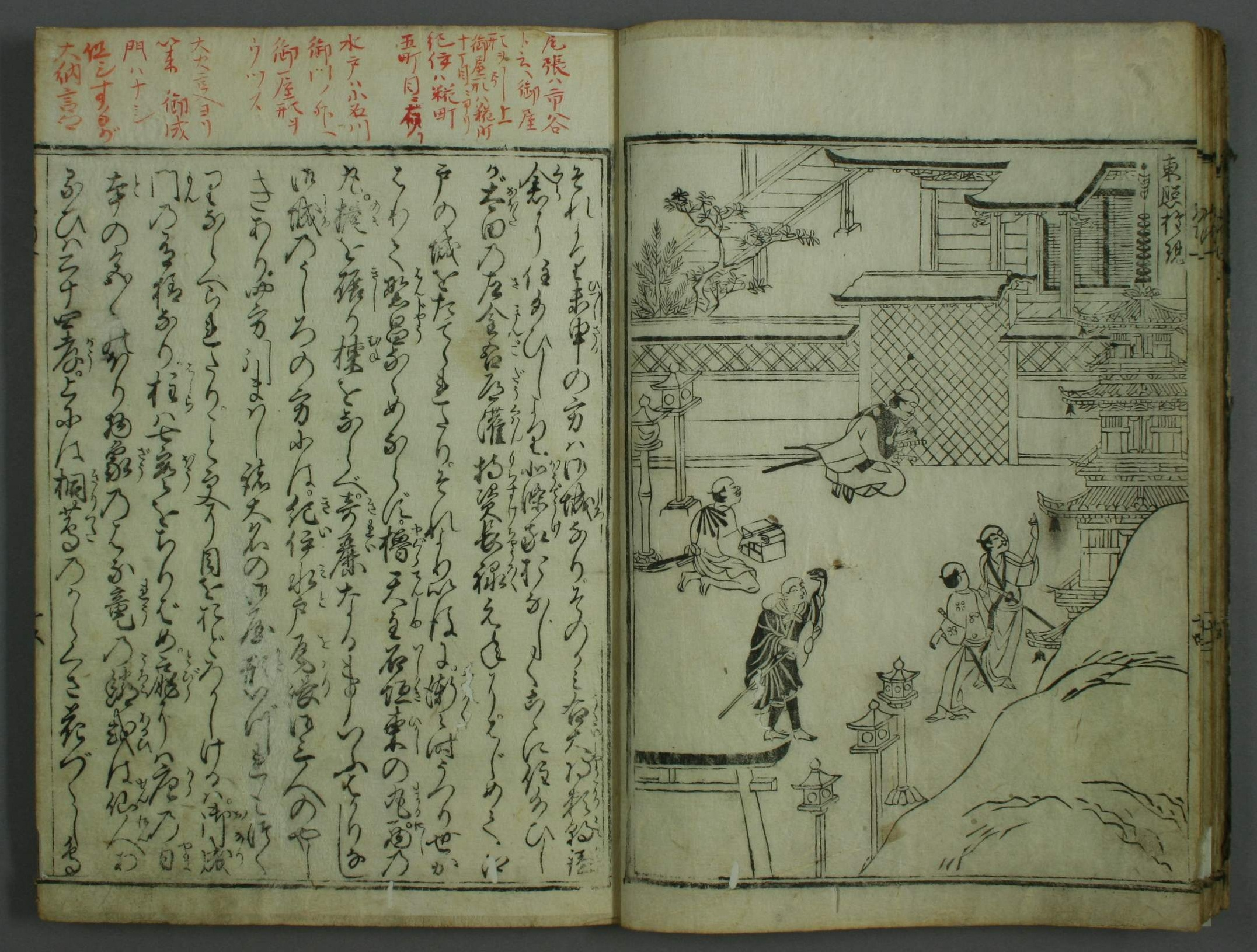
Illustration d'un lieu dans le Tōkaidō meisho ki.

Les meisho ki forment une catégorie spécifique des kana-zōshi, cette littérature populaire écrite en kanas (caractères japonais, en opposition au syllabaire chinois réservé aux érudits) qui vise le plus grand nombre, notamment marchand et bourgeois (chōnin) des villes,,. R. Lane cite également en marge des guides fictionnels ou journaux de voyage décrivant de façon narrative des lieux célèbres comme l’Azuma monogatari (1642), le Shikion-ron (1643) ou le fameux Chikusai (années 1620) comme autre exemple de kana-zōshi proches. Les meisho ki sont en revanche des guides non fictionnels, puisque seuls des lieux réels y sont décrits, et essentiellement non narratifs, bien que de longs passages narratifs soient en fait consacrés par exemple à des anecdotes, histoires ou légendes sur un lieu. Toujours selon R. Lane, la proportion entre éléments non narratifs et narratifs varie et dépend du public visé, voyageur potentiel ou non. Rédigés par des personnes instruites, ils s’inscrivent également dans le genre du carnet de voyage,.
Généralement, les meisho ki décrivent avec force détails les lieux des grandes villes à visiter, les temples et sanctuaires, les routes ou les provinces du Japon, avec des informations ou anecdotes sur leur histoire, l’origine de leur nom, les légendes associées ou les poèmes qu’ils ont inspirés. Les meisho ki présentent régulièrement des images ou vignettes en noir et blanc, mais les illustrations restent secondaires, par exemple comparé aux meisho zue. Pour M. Forrer, ces guides s’adressent en premier lieu aux touristes communs, voyageant généralement dans le cadre de pèlerinage à l’époque. V. Béranger résume ainsi la fonction des meisho-ki :

« À l’origine destinés à la classe des guerriers, revêtant l’aspect d’un journal ou d’un récit de voyage, ponctués d’anecdotes comiques, les meisho-ki parodient les œuvres du passé et n’ont pas de réelle valeur géographique objective ; ils sont destinés à faciliter l’appropriation matérielle et intellectuelle des lieux d’une ville, à en vulgariser l’histoire culturelle. »

— Véronique Béranger
Contrairement aux fangzhi chinois, les meisho ki n’ont pas de fonction administrative et restent des œuvres de goût plutôt léger, émaillées d'anecdotes comiques et à la forme libre et le plus souvent contées par un « narrateur voyageur », ce qui en explique la grande diversité de forme et de fond. Les plus anciens, dont le Kyō warabe ou l’Edo meisho ki, adoptent un style plutôt littéraire en livrant de nombreux poèmes, anecdotes ou récits historiques liés aux lieux décrits ; le Tōkaidō meisho ki conserve même une forte approche narrative (journal de voyage), alors que la plupart des guides se présentent plutôt comme des recueils ou des listes de lieux. D’autres meisho ki s’adressent à un public plus érudit comme le Yōshū fushi (1686), écrit en chinois et traitant de la topographie et des coutumes locales. D’autres encore, plus commerciaux, décrivent les quartiers et rues des grandes villes, citant les boutiques, artisans ou bons restaurants qui s’y trouvaient ; on nomme ces guides machi kagami (« miroir des quartiers »), dont un exemple reste le Kyō suzume et sa suite, organisés en forme de liste de boutiques, rues et quartiers. Il existait également des versions synthétiques de ces guides commerciaux, tel le Kyō hitori annai tebiki shū (1694), destiné tant aux acheteurs qu’aux badauds en quête de distraction à Kyoto.
À l’époque d’Edo, grâce à la popularisation des voyages et de la culture, la conception des meisho évolue : ils deviennent de possibles destinations touristiques, non plus des motifs littéraires. C’est notamment le cas à Edo où la tradition des vues célèbres est moins ancienne qu’à Kyoto. P. Bonnin classe les meisho décrits dans ces guides en deux groupes : historiques (liés à l’aristocratie ou aux croyances anciennes) et contemporains (quartiers de plaisir ou centres de commerces), ajoutant que d’autres thèmes fleurissent peu à peu comme les temples et sanctuaires, les places liées à des personnalités populaires, les monuments notables ou les quartiers réputés.

## Influence

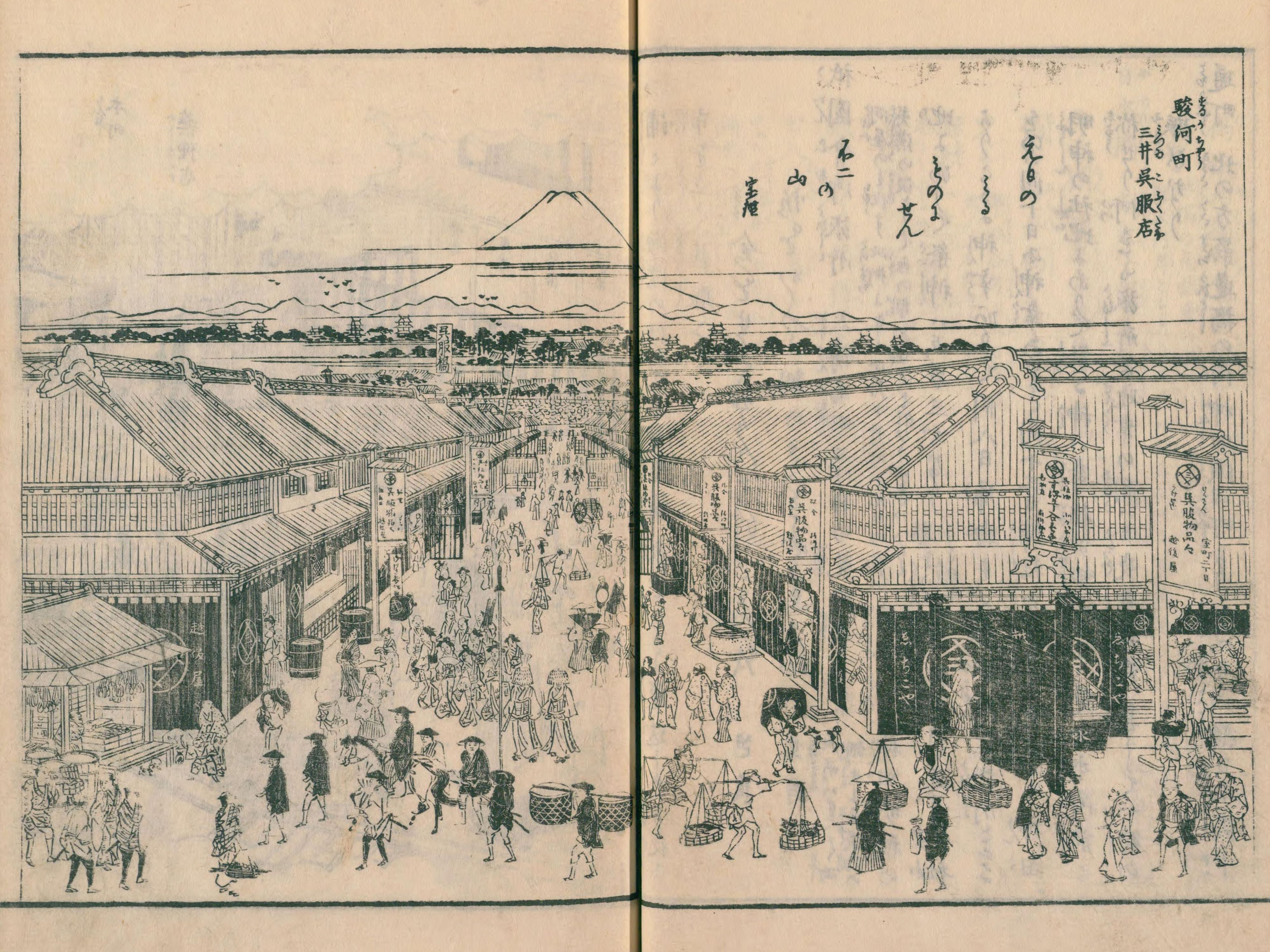
Illustration pleine page du quartier de Suruga à Edo dans l’Edo meisho zue.

Les meisho ki constituent l’ancêtre le plus immédiat des meisho zue, ces livres illustrés de vues célèbres qui se caractérisent par leurs abondantes illustrations à la précision topographique rigoureuse et la volonté de toucher un public très large, depuis les enfants jusqu’aux adultes, des gens sans instruction jusqu’aux samouraïs,. En fait, si le thème des meisho redevient populaire à l’époque d’Edo dans les livres, guides, cartes ou gravures sur bois, les tout premiers témoins de ce renouveau sont indéniablement les meisho ki. À noter que les meisho zue inspirèrent à leur tour les artistes paysagistes de l’ukiyo-e comme Hokusai et Hiroshige.
Le principe des meisho ki perdure encore partiellement dans la littérature de la fin de l’époque d’Edo et le début de la restauration Meiji. L’étude des meisho ki renseigne de nos jours sur l’organisation et la vie dans les villes japonaises au début de l’époque d’Edo.